# (13653) Priscus
(13653) Priscus (1997 CT16) – planetoida z pasa głównego asteroid okrążająca Słońce w ciągu 3,24 lat w średniej odległości 2,19 j.a. Odkryta 9 lutego 1997 roku.